# Port lotniczy Gurney
Port lotniczy Gurney (IATA: GUR, ICAO: AYGN) – port lotniczy zlokalizowany w mieście Alotau, w Papui-Nowej Gwinei.